# Estación de Sitterdorf
La estación de Sitterdorf es la estación ferroviariade la localidad de Sitterdorf, perteneciente a la comuna suiza de Zihlschlacht-Sitterdorf, en el Cantón de Turgovia.

## Historia y ubicación
La estación se encuentra ubicada en el centro del núcleo urbano de Sitterdorf, en el sur de la comuna de Zihlschlacht-Sitterdorf. Fue inaugurada en 1876 con la apertura de la línea férrea que comunica a Gossau con Sulgen por parte del Bischofszellerbahn. Esta compañía fue absorbida posteriormente por Schweizerischen Nordostbahn (NOB), y en 1902 se integró en los SBB-CFF-FFS. Cuenta con un único andén lateral al que accede una vía pasante.
En términos ferroviarios, la estación se sitúa en la línea Gossau - Sulgen. Sus dependencias ferroviarias colaterales son la estación de Bischofszell-Nord hacia Sulgen y la estación de Bischofszell-Stadt en dirección Gossau.

## Servicios ferroviarios
Los servicios ferroviarios de esta estación están prestados por SBB-CFF-FFS, y pertenecen a la red de cercanías S-Bahn San Galo:
- S 5 San Galo – Gossau – Weinfelden. Trenes con una frecuencia de una hora. La red de cercanías S-Bahn San Galo será ampliada en el año 2013.[1]